# Jerrlyn Uduch Sengebau Senior
Jerrlyn Uduch Sengebau Senior és una advocada, jutgessa i política palauana. És membre del Senat de Palau des del 2013.
Jerrlyn va cursar l'escola primària a Palau abans de rebre la seva educació secundària a Hawaii. Posteriorment, va estudiar a la Universitat de Hawaii, obtenint el títol de Llicenciada en Arts i després de graduar-se amb el títol de Juris Doctor el 1993. Va tornar a treballar a Palau com a advocada de la Corporació de Serveis Jurídics de Micronèsia i també va treballar com a procuradora general adjunta, com a jutgessa associada del Tribunal de Terres, i com associada de justícia de la divisió d'apel·lació del Tribunal Suprem de Palau. Va ser jutgessa del Tribunal de Terres des del 2003 fins a la seva dimissió el 2007. A continuació, va treballar com a advocada en exercici privat fins a la seva elecció al parlament.
Va ser elegida per primera vegada al Senat a les eleccions de 2012. En el primer mandat, va introduir un projecte de llei que obligava el permís de maternitat i que prohibia la discriminació a les dones embarassades, i va propugnar la igualtat de gènere en els càrrecs públics. També va establir una organització no governamental, el Centre for Empowerment Women Palau (Centre per l'Empoderament de les Dones Palau) per donar suport a les dones en càrrecs de lideratge. Va ser reelegida a les eleccions de 2016.
També va ser la presidenta de la Comissió d'Afers Gubernamentals i del Govern del Senat, però va dimitir el juliol del 2017.